# Dumitru Țepeneag
Dumitru Țepeneag (n. 14 februarie 1937, București, România) este un prozator român-francez contemporan stabilit la Paris.
A fost unul din membri marcanți al grupului oniric, teoretician al onirismului literar românesc. I s-a retras cetățenia română printr-un decret prezidențial, în 1975, după care s-a stabilit la Paris, unde, pentru câtva timp, a fost unul dintre animatorii exilului literar românesc. După 1990, face naveta între Paris și București, unde desfășoară o intensă activitate publicistică și editorială.
Este unul dintre traducătorii cei mai importanți de limbă franceză în limba română și viceversa. A tradus romancieri ca Alain Robbe-Grillet, Pinget, eseiști ca Albert Béguin, filozofi ca Jacques Derrida, Alexandre Kojève etc. Din română în franceză a tradus din operele unor poeți contemporani, printre care Leonid Dimov, Daniel Turcea, Ion Mureșan, Marta Petreu, Emil Brumaru și Mircea Ivănescu. În Franța a publicat un roman, Pigeon vole, sub pseudonimul Ed Pastenague.

## Biografie
Urmează cursurile școlii primare la Școala Iancului, apoi liceul, mai întâi la Mihai Viteazul, de unde e mutat disciplinar la Matei Basarab; exmatriculat și de aici pentru indisciplină își ia bacalaureatul la Mihai Viteazul. Devine student la Drept, dar nu își finalizează studiile, apoi absolvă cursurile Institutului Pedagogic și se dedică literaturii. În 1966, alături de Leonid Dimov, Vintilă Ivănceanu, Virgil Mazilescu, Daniel Turcea, Iulian Neacșu, Emil Brumaru, Sorin Titel, Florin Gabrea și Virgil Tănase, pune bazele unui curent literar nou, onirismul estetic.
Au fost susținuți la un moment dat de poetul Miron Radu Paraschivescu și publicați în revista Povestea Vorbei, un supliment al revistei Ramuri din Craiova. Publică, alături de ceilalți membri ai grupului, în România, între anii 1964-1972, dar după „Tezele din iulie” 1971, prin care Nicolae Ceaușescu instituie o cenzură extrem de dură și limitează libertatea de expresie a scriitorilor români, gruparea se va desființa. E constrâns să plece în exil, la Paris, unde va publica mai multe romane, majoritatea traduse din limba română de Alain Paruit, iar două scrise direct în franceză. Unul dintre ele, Cuvîntul nisiparniță (Le mot sablier), debutează în limba română, pentru ca exact la jumătatea textului să treacă la limba franceză, iar acest text poate fi considerat chiar o metaforă a operei și biografiei autorului româno-francez. După 1990, revine practic în România, unde se implică în viața culturală.
Gabriel Dimisianu își amintește „Reîntoarcerea fiului la sânul mamei rătăcite […] adună articole, notații, mici eseuri și interviuri, texte apărute, cele mai multe, în presa noastră de după 1989 (sunt și câteva din anii'70, când Țepeneag a susținut, cu intermitențe, rubrica Șotron, la România literară, Luceafărul, Argeș), acest volum, așadar constituie o piesă foarte concludentă pentru ceea ce spuneam că este marea dorință de reintegrare a lui D. Țepeneag.”
A mai publicat, în această perioadă, o trilogie din care fac parte romanele Hotel Europa, Pont des Arts și Maramureș. Ultimul roman publicat în română și franceză e La belle Roumaine. A fost influențat de autorii Noului Roman francez, iar pe o parte dintre ei i-a și tradus în limba română. Critica a discutat, în cazul povestirilor, despre o posibilă influență a suprarealismului sau a prozei scurte a lui Franz Kafka. Face parte din comitetul de redacție al revistei Po&sie. A publicat cronici, adevărate «lovituri chirurgicale» în La Revue littéraire.
În anul 2008 i se decernează Premiul Uniunii Latine pentru întreaga activitate literară.
A fost ales ca membru de onoare al Academiei Române în 2019.

## Opere publicate

### Povestiri
- Exerciții, București, Editura pentru literatură, 1966
- Frig, București, Editura pentru literatură, 1967
- Așteptare, București, Cartea Românească, 1971; ed. a II-a, 1993
- Exercices d'attente, traducere de Alain Paruit, Paris, Flammarion, 1972
- Prin gaura cheii, București, Allfa, 2001
- Attente, Paris, P.O.L., 2003

### Romane
- Arpièges, Flammarion, 1973, tradus de Alain Paruit după romanul Zadarnică e arta fugii, publicat în România, la Editura Albatros, abia în 1991; reeditat la Editura Art, 2007[6]; versiunea engleză cu titlul Vain Art of the Fugue apare în 2007; a mai fost tradus în sârbă și maghiară; versiunea în turcă, traducere de Leyla Ünal, Sonsuz Kaçișlar, Istanbul, Pupa Yayinlari, 2010
- Les noces nécessaires, Flammarion, 1977, tradus de Alain Paruit după romanul Nunțile necesare, publicat în România în 1992; reeditări, Editura All, 1998; Editura Art, 2008[7]; versiunea engleză cu titlul The Necessary Marriage apare în 2009
- Le mot sablier. Cuvântul nisiparniță, roman bilingv, Éditions P.O.L., 1984; ultima ediție, Timișoara, Ed. Universității de Vest, 2005
- Roman de gare, scris direct în franceză, 1985, tradus în română de autor cu titlul Roman de citit în tren, Iași, Institutul European, 1993
- Pigeon vole, scris direct în franceză, 1988; tradus în română de către autor cu titlul Porumbelul zboară, București, Univers, 1997; tradus în engleză în 2008 cu titlul Pigeon Post [8]
- Hotel Europa, București, Editura Albatros, 1996; versiunea francezǎ, în traducerea lui Alain Paruit, apare în același an la Éditions P.O.L.; romanul a mai fost tradus în germană, maghiară, slovenă și cehă
- Pont des Arts, în traducerea lui Alain Paruit, Éditions P.O.L., 1998; versiunea românească la Editura Albatros, 1999
- Maramureș, Cluj, Editura Dacia, 2001; în traducerea lui Alain Paruit, cu titlul Au pays du Maramureș, apare în același an la Éditions P.O.L.; ultima ediție, Editura Corint, 2006
- La belle Roumaine, Pitești, Editura Paralela 45, 2004; ediția în francezǎ apare la P.O.L., în 2006, în traducerea lui Alain Paruit; reeditat la Editura Art în 2007[9][10]; versiunea în portugheză, în traducerea lui Isabel Fraga, la Editura Oceanos, în 2009; versiunea în bulgară, traducere de Rumyana Stancheva, Krasivana rumŭnka, Sofia, Balkani, 2010; versiunea în turcă, traducere de Leyla Ünal, Romen Dilberi, Istanbul, Pupa Yayinlari, 2010
- Camionul bulgar, Iași, Polirom, 2010; ediția în francezǎ apare la P.O.L., în 2011, în traducerea lui Nicolas Cavaillès, cu titlul Le camion bulgare

### Jurnale
- Un român la Paris, Cluj, Dacia, 1993, ediția definitivă, Cartea Românească, 2006[11]

### Publicistică
- Reîntoarcerea fiului la sânul mamei rătăcite, Iași, Institutul European, 1993
- Călătorie neizbutită, București, Cartea Românească, 1999
- Războiul literaturii nu s-a încheiat, București, All, 2000
- Destin cu popești, Cluj, Dacia & Biblioteca Apostrof, 2001
- Clepsidra răsturnată. Dialog cu Ion Simuț, Pitești, Paralela 45, 2003
- Capitalism de cumetrie, Iași, Polirom, 2007
- Frappes chirurgicales (scris în franceză), Paris, P.O.L., 2009